# Ільїних Дмитро Сергійович
Дмитро Сергійович Ільїних (рос. Дмитрий Сергеевич Ильиных, 31 січня 1987) — російський волейболіст, олімпійський чемпіон.

## Виступи на Олімпіадах
| Олімпіада   | Дисципліна | Місце |
| ----------- | ---------- | ----- |
| Лондон 2012 | волейбол   | 1     |